# Erdal
Erdal es una localidad del municipio de Askøy, provincia de Hordaland, Noruega. Se ubica en la costa del Byfjorden, en el sur de la isla de Askøy. Erdal se asienta en un valle al norte del monte Kolbeinsvarden, el punto más alto de la isla. Las villas de Florvåg y Kleppestø están al sur de Erdal. En el 2006 se construyó la iglesia de Erdal, cubriendo el lado sudeste de la isla. Hay una escuela de preescolares y una primaria.